# サンゴトラザメ
サンゴトラザメ Atelomycterus marmoratus はサンゴトラザメ科に属するサメの一種。インド太平洋の浅いサンゴ礁に広く分布し、最大で70cmになる。体は非常に細長く、頭と尾は短い。2基の背鰭は後方を向く。体には無数の明暗の点列がある。雄は独特な細長いクラスパーを持つ。
日中は狭い隠れ場所に潜み、夜間に小さな無脊椎動物や硬骨魚を食べる。卵生で、財布型の卵を2個ずつ海底に産む。人には無害で、家庭水槽でも飼育しやすい。生息地の破壊が続いているため、IUCNは保全状況を準絶滅危惧としている。

## 分類

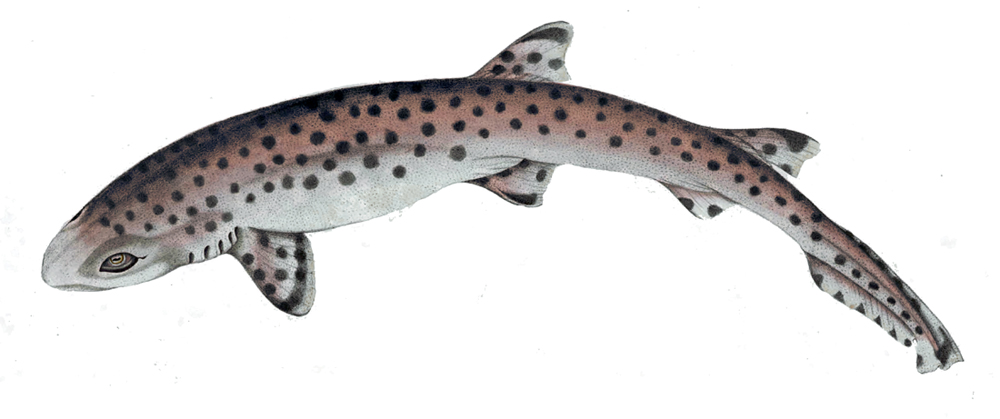
llustrations of Indian Zoology (1832) によるイラスト。

実際に記載を行った著者は不明だが、一般的には1830年のMemoir of the Life and Public Services of Sir Thomas Stamford Rafflesにおいて、イギリスの動物学者Edward Turner Bennettによって記載されたと見なされる。種小名marmoratum はラテン語の marmoratus （"斑の"）に由来する。英名の一つであるmarbled catsharkもこれに由来する。1913年、サミュエル・ガーマンはAtelomycterus 属を創設し、本種を含めた。タイプ標本はスマトラ島で捕獲されたものだが、失われたと考えられる。近年までトラザメ科として分類されていたが、2022年に遺伝子の分子的特徴と形態的特徴の組合せからトラザメ科から独立したサンゴトラザメ科へ変更された。

## 形態

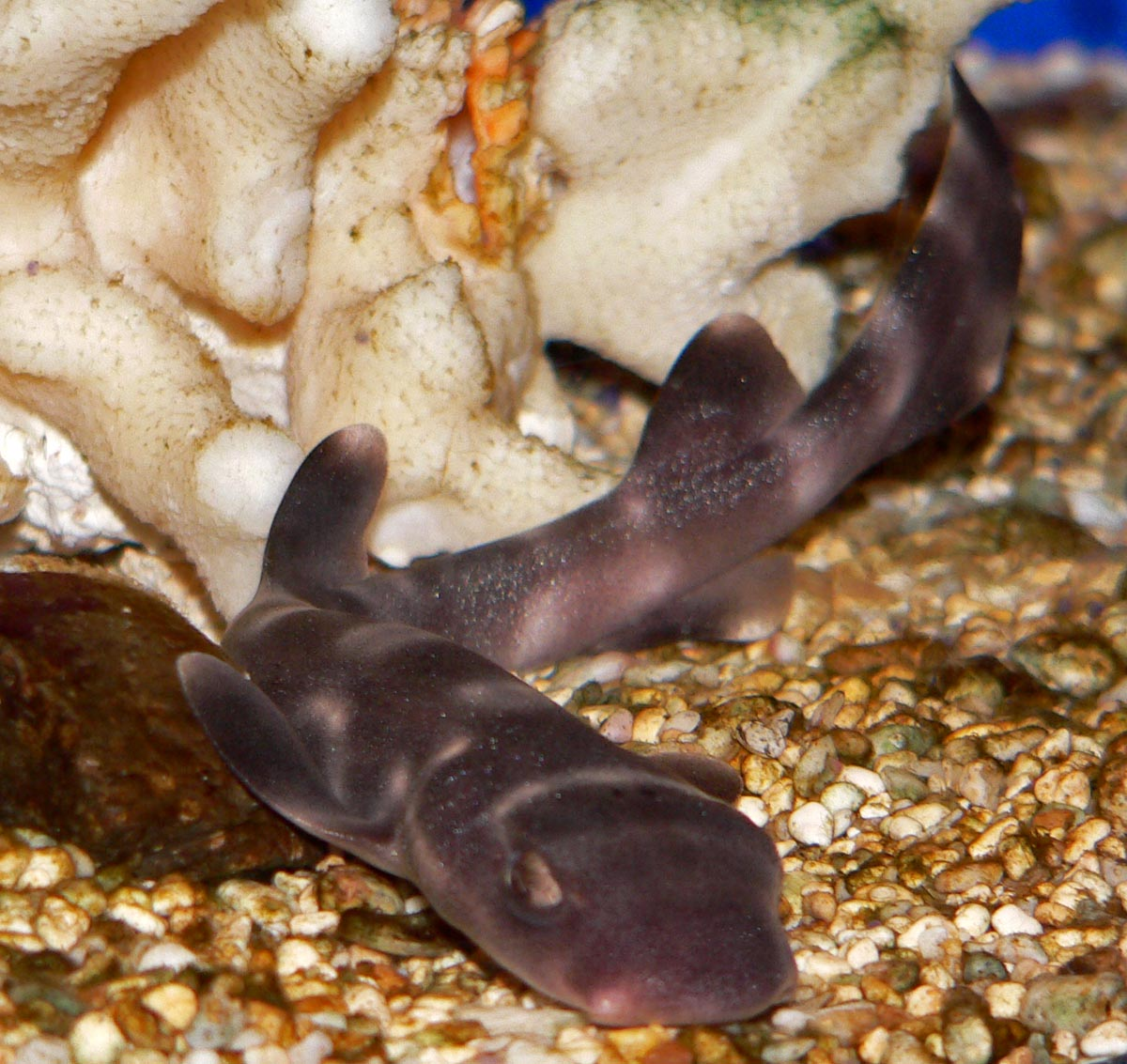
非常に細い体と明暗の斑点が特徴である。

体は非常に細いが頑丈で、円筒形をしている。頭部は短くて細い。吻はわずかに縦扁して短く、先端は丸い。眼は楕円形で、簡易な瞬膜を備える。後方には中程度の大きさの噴水孔がある。鼻孔は大きいが、幅広い三角形の前鼻弁で大部分が覆われ、前鼻孔・後鼻孔は小さい。前鼻弁は口に達し、後鼻孔と口を結ぶ1対の溝を不明瞭にしている。口は長くて尖り、口角から両顎に伸びる非常に長い唇褶がある。歯は小さく、1本の細い尖頭と1–2対の小尖頭を持つ。鰓裂は5対。
胸鰭はかなり大きい。第一背鰭は後方に向けて傾き、腹鰭の基底の後部に位置する。第二背鰭は第一と似た形だが、少し小さく、臀鰭の基底の前方1/4の点から起始する。成体雄は、腹鰭と臀鰭の間隔の2/3の長さがある、細い円錐形のクラスパーを持つ。臀鰭は背鰭よりかなり小さい。尾鰭は比較的短くて幅広く、下葉は不明瞭で、上葉の腹側後端には欠刻がある。皮膚は分厚く、よく石灰化した皮歯に覆われる。体色は非常に変化に富み、灰色の背景に無数の明暗の斑点が散らばる。鞍状の模様は持たない。これらの斑点は水平に並んで点列を構成し、背鰭の先端や鰓裂の上に白い帯を作る。腹面は白である。最大で70cmになる。

## 分布
サンゴトラザメ属では最も広域に分布する種で、パキスタン・インドから東南アジア・台湾・フィリピン・ニューギニアまで見られる。琉球列島が北限である。古い記録ではオーストラリアからも報告があるが、これは近縁種のコクテンサンゴトラザメまたはAtelomycterus fasciatus だと考えられる。底生で、15mより浅い沿岸のサンゴ礁に一般的に見られる。

## 生態

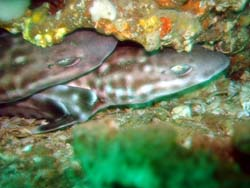
日中は隠れて休息している。

マモンツキテンジクザメのように鰭で這い回ることはできないが、細長い体によってサンゴの狭い隙間に入り込むことができる。摂餌活動は午後に始まり、夜明け前に終わる。日中は単独か群れで、サンゴの突出部や沈木などを隠れ場所とする。摂餌後には毎日同じ隠れ場所に戻ることができる。餌は小さな底生無脊椎動物や魚類で、飼育下では、横たわって待ち伏せ、射程圏に入った獲物に突進することが観察されている。
卵生で、雌は一度に2個の卵を産む。各卵は長さ6-8cm・幅2cm程度の卵鞘に包まれる。卵鞘は財布型で、2箇所でくびれる。一端は四角いが、もう一端には2本の短い角があり、その先は短い巻きひげとなる。雌は卵を垂直の岩などに付着させるよりも、むしろ海底においたままにする傾向がある。産卵直後の卵鞘は淡褐色だが、時間とともに色は濃くなる。水温26℃では4-6ヶ月で孵化する。出生時は10-13cmで、背面には明暗の垂直の縞を持ち、白黒の斑点があることもある。その後3ヶ月間で4-5cmほど成長し、体色は薄れて成体のものに近づく。雄は47-62cm・雌は49-57cmで性成熟する。

## 人との関わり
小型で丈夫、外見が魅力的であるため家庭水槽での飼育に適していると考えられ、観賞魚としてよく取引される。飼育には最低でも2mの水槽と、十分に入り組んだ隠れ場所が必要である。他の小型のサメより攻撃的で、口の大きさよりかなり大きい相手を捕食しようとすることもよくある。飼育下では20年以上生きることもあり、飼育下繁殖例もある。インドネシア東部などで、サンゴ礁の伝統的な漁業者によって少数が混獲されている。肉・魚粉・肝油として利用されていると考えられるが、小さいため商業価値は限られる。IUCNは保全状況を準絶滅危惧と評価しているが、近い将来に危急種の基準に達する可能性が高い。分布域全域での漁獲圧の上昇に加え、広範な生息地破壊・爆発漁法・水質汚染・建材としてのサンゴ採掘も生存を脅かしている。